# Jean-Bertrand Aristide

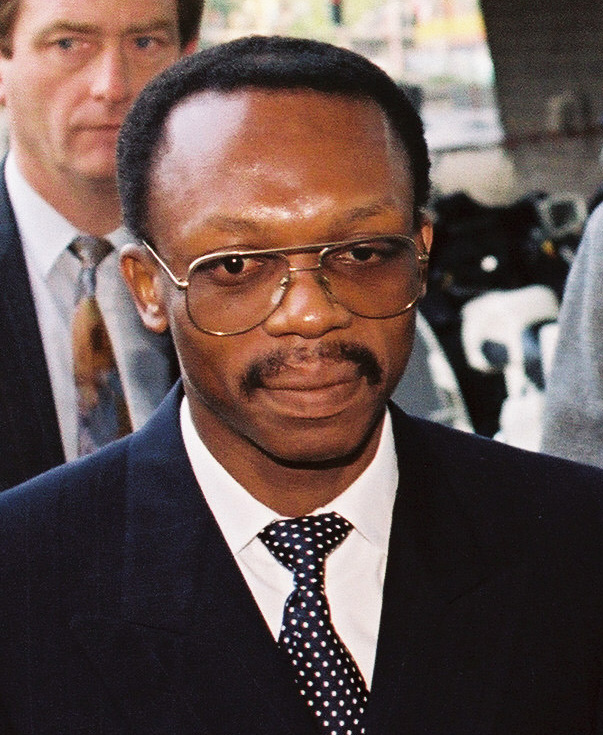
Jean-Bertrand Aristide (1991)

Jean-Bertrand Aristide (* 15. Juli 1953 in Port-Salut) ist ein haitianischer Politiker. Er war zwischen 1990 und 2004 mehrmals Präsident der Republik Haiti.

## Leben

### Elternhaus, Kindheit und Ausbildung
Jean-Bertrand Aristide wurde am 15. Juli 1953 als zweites Kind einer armen kleinbäuerlichen Familie in Port-Salut im Süden Haitis geboren. Sein Vater starb wenige Jahre später. Danach zog seine Mutter mit ihm und seiner älteren Schwester in die Hauptstadt Port-au-Prince. Den Lebensunterhalt der Familie bestritt sie durch den Verkauf landwirtschaftlicher Produkte auf den Märkten der Hauptstadt. Ein Salesianer Don Boscos wurde auf den überdurchschnittlich intelligenten Jean-Bertrand aufmerksam und bot seiner Mutter an, die Ausbildung des Jungen zu finanzieren. Jean-Bertrand Aristide trat dem Salesianerorden bei, absolvierte eine Schulausbildung und studierte im Anschluss Theologie und Psychologie in Haiti, Griechenland, Kanada und Israel. Das Theologiestudium schloss er mit einer Promotion ab. Aristide verfügt neben seinen Muttersprachen Kreyòl und Französisch auch über Kenntnisse in Hebräisch, Spanisch, Griechisch, Englisch und Zulu. Im Juli 1982 wurde Aristide zum katholischen Priester geweiht.

### Politische Laufbahn
Schon als Student sympathisierte Aristide mit der katholischen Befreiungstheologie, die in den 1970er- und 1980er-Jahren in Lateinamerika an Bedeutung gewann. Er wurde Mitglied der befreiungstheologischen Gruppe Ti Legliz (haitianisch-kreolisch für „kleine Kirche“). Aristide stellte sich schon vor dem Jahr 1986 gegen die Diktatur der Duvaliers. Am 11. September 1988 entging er einem Mordanschlag durch Anhänger des vertriebenen Diktators Jean-Claude Duvalier, die Tonton Macoute, in seiner Kirche, dem dreizehn Kirchenbesucher zum Opfer fielen. Seine politische Agitation und seine offene Kritik an der vatikanischen Haiti-Politik führten zum Ausschluss aus dem Salesianerorden im Dezember 1988.
Im Wahlkampf zu den Präsidentschaftswahlen 1990 rechnete Aristide mit den Anhängern des Diktators Jean-Claude Duvalier ab. Ihm gelang es als erstem Politiker seit der Staatsgründung 1804, mit Unterstützung der verarmten ländlichen Bevölkerung und der verarmten Bewohner der Slums um die Hauptstadt Port-au-Prince eine politische Massenbewegung, die Fanmi Lavalas (haitianisch-kreolisch: „lodernde Flut“), ins Leben zu rufen. Bei den ersten demokratischen Wahlen in der Geschichte Haitis am 16. Dezember 1990 wurde er mit überwältigender Mehrheit (67,48 Prozent der abgegebenen gültigen Stimmen) zum Präsidenten gewählt. Im September 1991 zwang ihn jedoch ein Staatsstreich des Militärs unter General Raoul Cédras zur Flucht ins Exil nach Venezuela und in die USA. Nach der Intervention der USA 1994 wurde er erneut als Staatspräsident eingesetzt und errang in Wahlen als Kandidat der Koalition Organisation Politique Lavalas (OPL) einen überzeugenden Sieg. Im gleichen Jahr legte er sein Priesteramt nieder. Bei den nächsten Wahlen 1996, bei denen Aristide wegen des in der Verfassung verankerten Verbots unmittelbarer Wiederwahl nicht kandidieren durfte, gewann sein vorheriger Premierminister René Préval 88 % der Stimmen. Ende 1996 brach Aristide mit der OPL und engagierte sich bei den Fanmi Lavalas (FL).

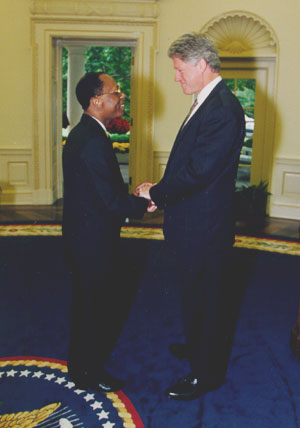
Jean-Bertrand Aristide (links) mit US-Präsident Bill Clinton, 1994

Aristide wurde in der Wahl am 26. November 2000 erneut gewählt, seine zweite Amtszeit begann er am 7. Februar 2001. Seine Amtszeit stand bereits zu Beginn unter den Vorwürfen von Wahlmanipulationen. Aufgrund von Misswirtschaft und Korruption formierte sich in den Provinzen Widerstand, der teils von Kräften des ehemaligen Diktators Duvalier und mit ihm verbundener Todesschwadronen gelenkt wurde. Als gewalttätige Unterstützer Aristides traten als Chimères bekanntgewordene Personen und Gruppen auf, deren Bildung oder Unterstützung Aristide jedoch stets bestritt.
Ab November 2002 kam es zu bürgerkriegsähnlichen Unruhen, die sich im Laufe des Jahres 2003 intensivierten. Am 4. April 2003 erklärte Aristide erstmals in der Geschichte Haitis Voodoo zur offiziell anerkannten Religion und stellte die Voodoo-Geistlichen (Houngans, Bocore und Mambos) zivilrechtlich christlichen Priestern gleich.
Aristide wurde zunächst weiterhin von Teilen der ärmeren Bevölkerungsschichten unterstützt. Der Sieg der Rebellen in vielen Regionen und Städten sowie ihr Vormarsch auf die Hauptstadt Haitis Port-au-Prince führte zu weitgehender Destabilisierung und einem Zusammenbruch innerstaatlicher Ordnung. Die internationale Besorgnis über die Situation führte im Februar 2004 zur Intervention durch Frankreich und die USA, mit weitgehender internationaler Billigung.
Am 29. Februar 2004 verließ Aristide mit einem US-amerikanischen Flugzeug Haiti. Nach Angaben der USA dankte er freiwillig ab und ging ins Exil, nach Angaben Aristides wurde er von den USA gezwungen, sein Land zu verlassen. Darum sprach er von einem Staatsstreich und betrachtete sich weiter als legitimen Präsidenten Haitis.
Nach zwei Wochen in der Zentralafrikanischen Republik kehrte Aristide am 16. März 2004 in die Karibik nach Jamaika zurück. Die Anwesenheit Aristides in der Karibik empfand die Regierung Haitis als provokativ und destabilisierend.
Nachdem die Gemeinschaft der karibischen Staaten (Caricom) Südafrika am 10. Mai 2004 offiziell darum gebeten hatte, den entmachteten Staatschef einreisen zu lassen, gab die südafrikanische Regierung am 13. Mai 2004 bekannt, dass sie nach Rücksprache mit den Regierungen von Frankreich und den USA Aristide zeitweilig aufnehmen werde.
Am 30. Mai 2004 brach er von Kingston, der jamaikanischen Hauptstadt, zusammen mit seiner Frau und seinen zwei Töchtern ins Exil nach Südafrika auf. Dort wurde er am 31. Mai von Präsident Thabo Mbeki begrüßt. Nach eigenen Angaben wollte er sich nur vorübergehend in Südafrika aufhalten, bis sich die Lage in Haiti wieder beruhigt habe. Er sieht sich weiterhin als rechtmäßiger Präsident des Landes. Schätzungen zufolge besaß Aristide 2010 ein Privatvermögen von 40 Millionen US-Dollar.
Nach dem schweren Erdbeben in Haiti kündigte Aristide 2010 aus seinem südafrikanischen Exil an, wieder in sein Heimatland zurückzukehren, um zu „helfen, das Land wieder aufzubauen“. Er traf am 17. März 2011 in Port-au-Prince ein und somit zwei Monate nach seinem Amtsvorgänger Jean-Claude Duvalier, der mit derselben Begründung seine Heimat wieder aufgesucht hat.
Am 20. März 2017 wurde ein Autokonvoi von Aristide in Haiti beschossen. Er kam als Zeuge von einem Geldwäscheprozess und wurde bei dem Attentatsversuch nicht verletzt, eine andere Person jedoch schon.
Im Juni 2022 kam es aufgrund der krisenhaften Situation in Haiti zu Demos für eine Übergangsregierung mit Aristide.

## Auszeichnung
- Aachener Friedenspreis 1993

## Schriften (Auswahl)
- Dignité. Éditions du Seuil, Paris 1994, ISBN 2-02-021322-2 (zusammen mit Christophe Wargny).
- Haiti. Un an après le coup d'état. Éditions du Centre International de Documentation et d′Information Haïtienne, Caribéenne et Afro-Canadienne (CIDIHCA), Montréal 1992.
- Haiti. Plädoyer für ein geschundenes Land („Tout homme est un homme“). Hammer Verlag, Wuppertal 1994, ISBN 3-87294-608-0.
- Peace, justice & power: my return to Haiti, the United States, and the new world order. National Press Books, Washington, D.C. 1995, ISBN 1-882605-18-7.
- Pour un nouveau départ. Proposition d'un Cadre général pour le programme du Gouvernement d'ouverture et de concorde nationale. Le Natal, Port au Prince 1993.
- Shalom 2004. Bibliothèque nationale, Port-au-Prince 2003.
- Théologie et politique. Éditions du Centre International de Documentation et d′Information Haïtienne, Caribéenne et Afro-Canadienne (CIDIHCA), Montréal 1992, ISBN 2-920862-69-3 (Vorwort von Leonardo Boff).
- Die Wahrheit! Nichts als die Wahrheit! („La verité! En verité!“). Arbeitskreis Eine Welt, Köln 1993, ISBN 3-928538-05-5.
- Laßt mich meine Geschichte erzählen („In the parish of the poor“). Edition Exodus, Luzern 1992, ISBN 3-905575-65-5 (mit einem Vorwort von Jean Ziegler).

## Film
- Haiti: Der Drang zur Freiheit. Dokumentarfilm von Charles Najman 2004; deutsche Erstsendung: Arte, 27. April 2004 (über die letzten Monate von Aristides Herrschaft)